# BBU Akademie GmbH
O BBU Akademie GmbH, também conhecido como Orange Academy, é um clube profissional de basquetebol masculino com sede em Ulm, Alemanha que atualmente disputa a ProB, correspondente a segunda divisão germânica. O clube manda seus jogos na Dreifachturnhalle com capacidade para 1.200 espectadores. 

## Histórico de Temporadas
| Temporada | Nível | Liga         | Pos. | Resultado         |
| --------- | ----- | ------------ | ---- | ----------------- |
| 2008-09   | 4     | Regionalliga | 1º   | Promovido         |
| 2009-10   | 3     | ProB         | 6    |                   |
| 2010-11   | 3     | ProB         | 6    |                   |
| 2011-12   | 3     | ProB         | 11   |                   |
| 2012-13   | 3     | ProB         | 3    | Semifinalista     |
| 2013-14   | 3     | ProB         | 10   |                   |
| 2014–15   | 3     | ProB         | 2    | Quartas de Finais |
| 2015–16   | 3     | ProB         | 6    | Quartas de Finais |
| 2016–17   | 3     | ProB         | 2    | Promovidocampeão  |
| 2017-18   | 2     | ProA         | 16   | Rebaixado         |
| 2018-19   | 3     | ProB         | 7º   | Oitavas de finais |
| 2019-20   | 3     | ProB         | 10º  |                   |
| 2020-21   | 3     | ProB         | 5º   | Oitavas de finais |
| 2021-22   | 3     | ProB         | 4º   | Quartas de finais |
| 2022-23   | 3     | ProB         | 10º  |                   |
| 2023-24   | 3     | ProB         | 2º   | Semifinalista     |
| 2024-25   | 3     | ProB         | 7º   | Oitavas de finais |

## Títulos
- ProB: (1)
  - 2016-17

## Ligações Externas
- BBU Akademie GmbH no Facebook